# Manfred Schulz (Politiker, 1963)

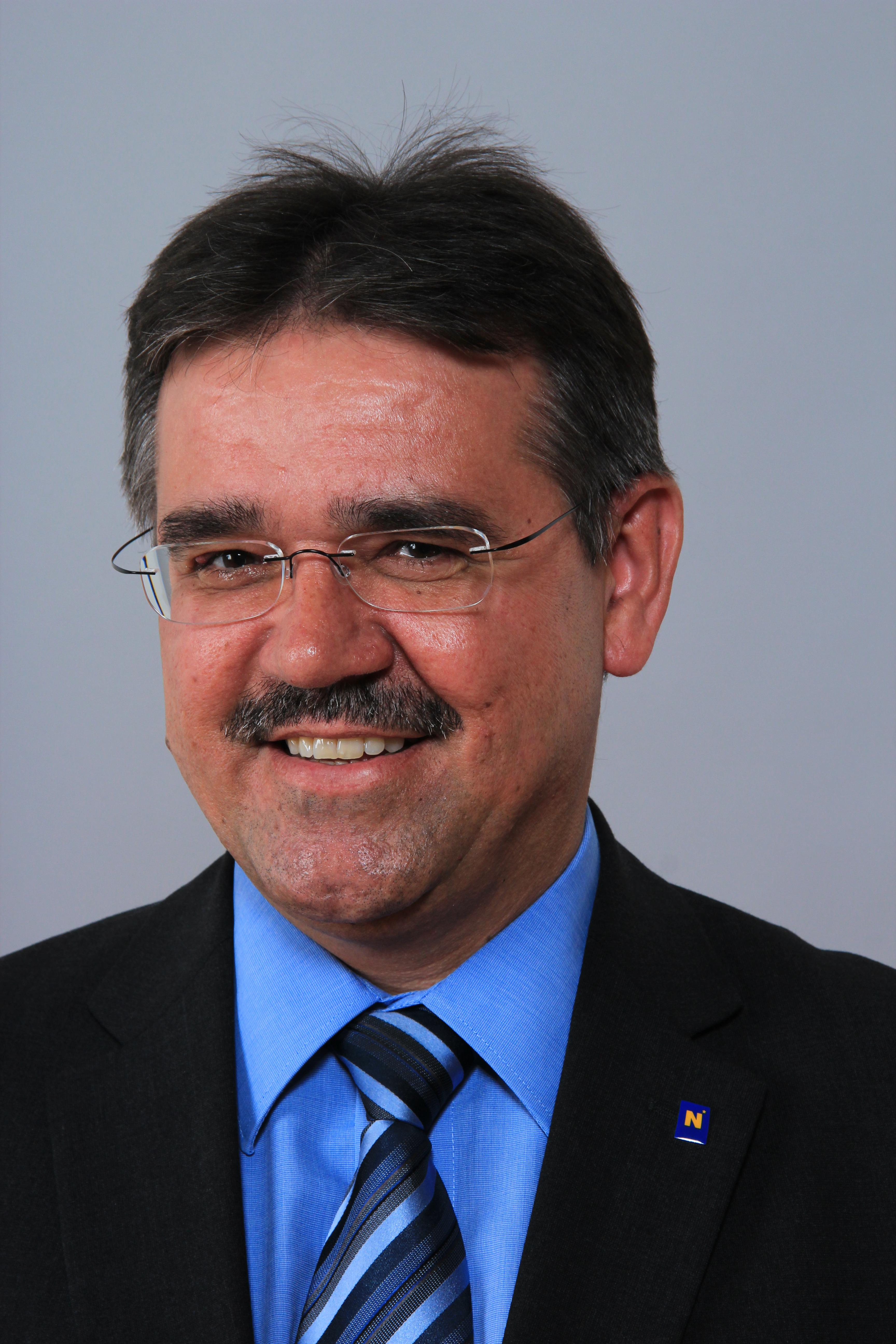
Manfred Schulz

Manfred Schulz (* 4. Jänner 1963 in Mistelbach) ist ein österreichischer Landwirt und Politiker (ÖVP). Schulz ist seit 2008 Abgeordneter zum Landtag von Niederösterreich und lebt in Zwentendorf.

## Leben
Schulz besuchte von 1969 bis 1973 die Volksschule in Gnadendorf und im Anschluss bis 1977 die Hauptschule in Asparn an der Zaya. Danach absolvierte er das Francisco Josephinum in Wieselburg.
Schulz arbeitete zunächst im elterlichen Betrieb mit, übernahm verschiedene Tätigkeiten im Maschinenring, bevor er 2003 die elterliche Landwirtschaft übernahm. Gemeinsam mit seiner Frau bewirtschaftet Schulz einen Ackerbaubetrieb mit Schwerpunkt auf Kartoffeln und Zuckerrüben sowie eine Rindermast. Seit 2000 bietet Schulz in seinem Betrieb auch Urlaub am Bauernhof an.
Er ist verheiratet und Vater zweier Söhne.
Von 1995 bis 2008 war Schulz zudem ehrenamtlicher Zugskommandant bei der Freiwilligen Feuerwehr.

## Politik
Schulz ist seit 1985 Ortsparteiobmann-Stellvertreter der ÖVP Gnadendorf und wurde 1989 in den Gemeindeparteivorstand gewählt. Er ist zudem seit 1994 Ortsbauernratsobmann und seit 1995 Gemeindebauernratsobmann. Nachdem er 1995 Kammerrat wurde, übernahm Schulz am 2. Juni 1999 die Funktion eines Gemeinderats und Ortsvorstehers von Zwentendorf und wurde 2007 zum Bauernbundobmann des Bezirks Mistelbach und Mitglied im Bezirksparteivorstand gewählt.
Am 7. Jänner 2014 wurde Manfred Schulz zum Bürgermeister von Gnadendorf gewählt.
Schulz vertritt die ÖVP seit dem 10. April 2008 im Landtag.

## Auszeichnungen
- 2023: Großes Silbernes Ehrenzeichen für Verdienste um die Republik Österreich [1]